# Veckring
Veckring (Duits: Weckringen) is een gemeente in het Franse departement Moselle (regio Grand Est) en telt 687 inwoners (1999). De gemeente maakt deel uit van het arrondissement Thionville.

## Maginotlinie
Het verdedigingswerk Hackenberg ligt in de gemeente Veckring. Dit is het grootste bouwwerk uit de Maginotlinie, die in de Tweede Wereldoorlog een Duitse inval van Frankrijk had moeten voorkomen.

## Geografie
De oppervlakte van Veckring bedraagt 6,7 km², de bevolkingsdichtheid is 102,5 inwoners per km².
De onderstaande kaart toont de ligging van Veckring met de belangrijkste infrastructuur en aangrenzende gemeenten.

## Demografie
Onderstaande figuur toont het verloop van het inwonertal (bron: INSEE-tellingen).